# 고흥 정걸가 교지류 고문서
고흥 정걸가 교지류 고문서(高興 丁傑家 敎旨類 古文書)는 대한민국 전라남도 고흥군 포두면 길두리에 있는 조선시대의 고흥 압해정씨 정걸가에 전래되는 34건의 교지류 고문서들이다. 2008년 12월 26일 전라남도의 유형문화재 제297호로 지정되었다.

## 개요
고흥 압해정씨 정걸가에 전래되는 34건의 교지류 고문서들은 대부분이 정걸과 그의 아들 과 손자 3대에 걸친 고신교지(告身敎旨)들이란 점에서 중요한 자료로 평가된다. 임진왜란을 전후한 시점에서 이어진 한 무반가의 일괄문서란 점에서, 특히 전라좌도의 해방기지(海防基地)인 흥양출신의 일가 삼대(一家三代)가 남긴 무관 사령장들이란 점에서 가치가 크다. 송정 정걸(松亭 丁傑, 1514 ~ 1597)은 1544년 무과에 급제한 뒤, 임란 15년 전에 전라좌수사를 지낸 전라도 흥양출신의 무장이다.

## 참고 문헌
- 고흥정걸가교지류고문서 - 국가유산청 국가유산포털